# Police judiciaire (film, 1957)
Pour les articles homonymes, voir Police judiciaire.
Pour plus de détails, voir Fiche technique et Distribution.
Police judiciaire est un film français réalisé par Maurice de Canonge, sorti en 1957.
Cette chronique de la police judiciaire en 1957 suit dans ses locaux inspecteurs, commissaires et employées travaillant sur différentes affaires, interrogeant les témoins, cuisinant les suspects, échangeant tuyaux comme nouvelles familiales, et parfois empêtrés dans leurs propres petitesses....

## Synopsis
Le film s'ouvre sur la présentation de la police judiciaire à travers le témoignage du chef de la brigade criminelle et d'une chimiste en cour d'assises.
Un jeune voyou, Raoul, reconnaît des cambriolages, mais refuse de porter le chapeau quant à la mort de son complice. Son père effondré veut savoir la vérité mais Raoul l’envoie sur les roses…
Abel le lutteur a un alibi en or, en la personne de René le Belge, le soir du meurtre de l’inspecteur Marcillac qui l’a surpris en flagrant délit. Seulement René le Belge vient prendre à Paris livraison de bijoux volés et la PJ l’apprend. Coincé, il a le choix entre en prendre pour dix ans ou renoncer à fournir un alibi auquel personne ne croit…
Deux soldats américains sont cueillis avec des faux dollars…
L’hôtel du Cantal est un relais pour un réseau de trafiquants de cocaïne, mais chaque fois qu’ils font une descente, ils trouvent l’hôtel étrangement clean. Et l’inspecteur Maxime, des stups, arbore des costumes anglais et une Versailles flambant neuve…
Un double meurtre est commis à l’hôtel des Deux Pivoines, dont Violette, une strip-teaseuse et prostituée tient une clé par son témoignage, mais flanche lorsque le garçon d’étage fait pression sur elle pour le lui faire modifier. Les inspecteurs tentent tout pour prouver qu’ils mentent mais manquent pour cela de cartouches…
Ces quatre affaires traitées par les commissaires Frédéric, Dupuis et Lanoux se mêlent. Des moyens ultra-modernes les assistent dans ces tâches : téléphone, cartes perforées, éprouvettes de chimie…

## Fiche technique
- Titre original : Police judiciaire
- Réalisateur : Maurice de Canonge, assisté par Pierre Léaud
- Scénariste : Marcel Rivet[1]
- Adaptation : Pierre Léaud et Maurice de Canonge
- Dialogues additionnels : Jean Frank
- Décors : Claude Bouxin[2]
- Photographie : Georges Million
- Musique : Jacques Météhen
- Montage : Victor Grizelin
- Production : Maurice Arnel, Pierre Gérin
- Société de distribution : Cocinor
- Format : noir et blanc
- Pays de production :  France
- Genre : film policier
- Durée : 110 minutes
- Date de sortie : France, 18 septembre 1957 à Nice[3], 28 février 1958 à Paris[4]

## Distribution
- Henri Vilbert : le commissaire Frédéric, chef de la Brigade criminelle
- Robert Manuel : le commissaire Dupuis, chef de la Brigade de voie publique
- Yves Vincent : l'inspecteur Giverny
- Albert Rémy : l'inspecteur Valentin
- Guy Decomble : l'inspecteur Mercier
- Lucien Nat : le commissaire Lanoux, chef de la Brigade mondaine
- Jean Lara : l'inspecteur Maxime
- Jean Martinelli : le directeur de la P.J.
- Colette Deréal : Geneviève Plantier, la secrétaire de l'inspecteur Giverny
- Suzanne Dehelly : Pauline Georges, chimiste du labo de l'Identité judiciaire
- Anne Vernon : Violette Chatelard, strip-teaseuse et prostituée
- Pierre Fromont : Georges Loubier, garçon d'étage, amant de l'hôtelière assassinée
- Daniel Cauchy : Raoul Menaz, jeune cambrioleur
- Jérôme Goulven : M. Menaz, le père de Raoul
- Jean Tissier : Robert Pigeon dit "Bob", l'aristo ramassé par la police
- Martine de Breteuil : Boubreuil, la femme ramassée avec Bob
- Orane Demazis : Mme Cassevent, la mère de la bonne assassinée
- Jacques Bernard : Martial Cassevent, le frère de la bonne assassinée
- Charles Bouillaud : M. Joly, le mari de l'hôtelière assassinée
- Albert Michel : le chauffeur de bus qui vient faire sa déposition
- Denise Grey : Juliette Jambert, la sténo qui vient faire sa déposition
- René Havard : René-Lucien Cassou, le barman du "Soleil noir" qui vient faire sa déposition
- Rivers Cadet : le client entôlé par Violette
- Robert Vidalin : Achille Brulard, le négociant en vin de Saumur, client de Violette
- Jacques Josselin : Farnoux, le patron de cabaret qui a auditionné Violette
- Jacques Bertrand : Abel Landin dit "Abel le Lutteur"
- Marcel d'Orval : René le Belge
- Gabriel Gobin	: le chauffeur de René le Belge
- Solange Certain : Lucienne, épouse de l'inspecteur Giverny
- Julien Verdier : Malavoine, le policier du labo photo
- Daniel Mendaille : Vallard, le policier du labo chimie qui utilise le fluoroscope
- Jean Pignol : l'inspecteur Roland
- René Clermont : un policier
- Michel Salina : Laurin, commissaire de la Brigade financière
- Jean Degrave : l'avocat au tribunal
- Jean Daurand : l'interpellé interdit de séjour
- Jacques Charrier (figuration) : un des noctambules ramassés par la Mondaine (il passe devant Bob et Boubreuil qui s'assoient)
- Chantal de Rieux

## Autour du film
- Pierre Léaud , qui a travaillé à l'adaptation et à la technique du film, est le père de Jean-Pierre Léaud[5].
- Le tournage a eu lieu du 11 mars au 16 avril 1957 aux Studios de Saint-Maurice[3], mais les plans d'extérieurs sont tournés au quai des Orfèvres, siège de la PJ.
- Le film a totalisé 1 330 420 entrées à sa sortie, ce qui le place 40e position des films français en 1958[6].